# Plaza de las Tres Culturas

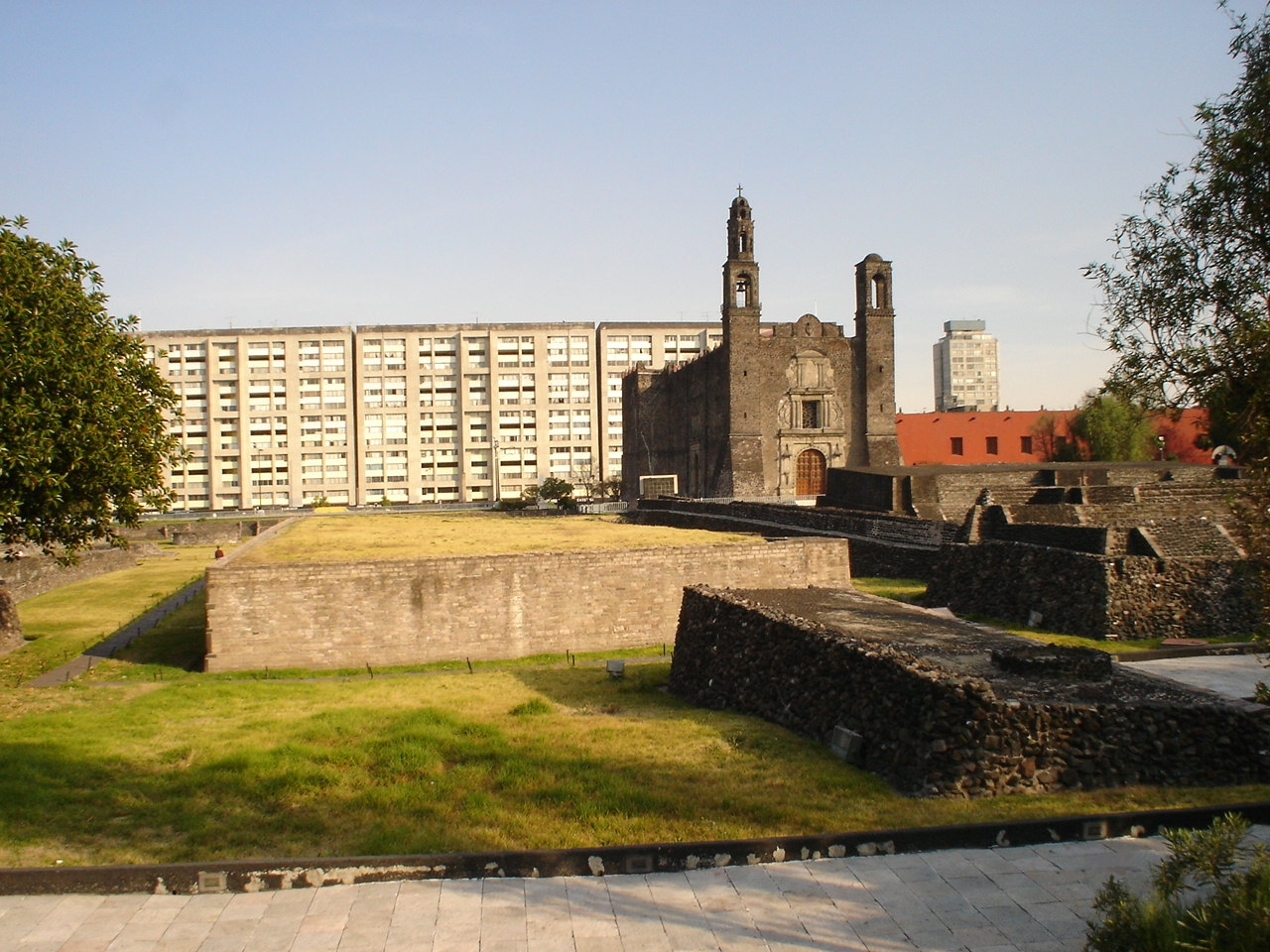
Plein van de Drie Culturen

Plaza de las Tres Culturas (Nederlands: Plein van de Drie Culturen) is een plein in Tlatelolco, Mexico-Stad.
Het plein symboliseert Mexico's culturele oorsprong. Het was in Tlatelolco dat het laatste Azteekse verzet zich in 1521 overgaf aan de Spanjaarden. Aan het plein bevinden zich de kathedraal van Santiago, een Azteekse tempel en het ministerie van Buitenlandse zaken.
Op 2 oktober 1968 vond hier het Bloedbad van Tlatelolco plaats, waarbij 300 demonstranten het leven verloren. Zeventien jaar later kwamen er nog eens een groot aantal mensen om toen de appartementencomplexen rond het plein instortten door de aardbeving van 1985 die Mexico-Stad trof.